# ElectronicPartner

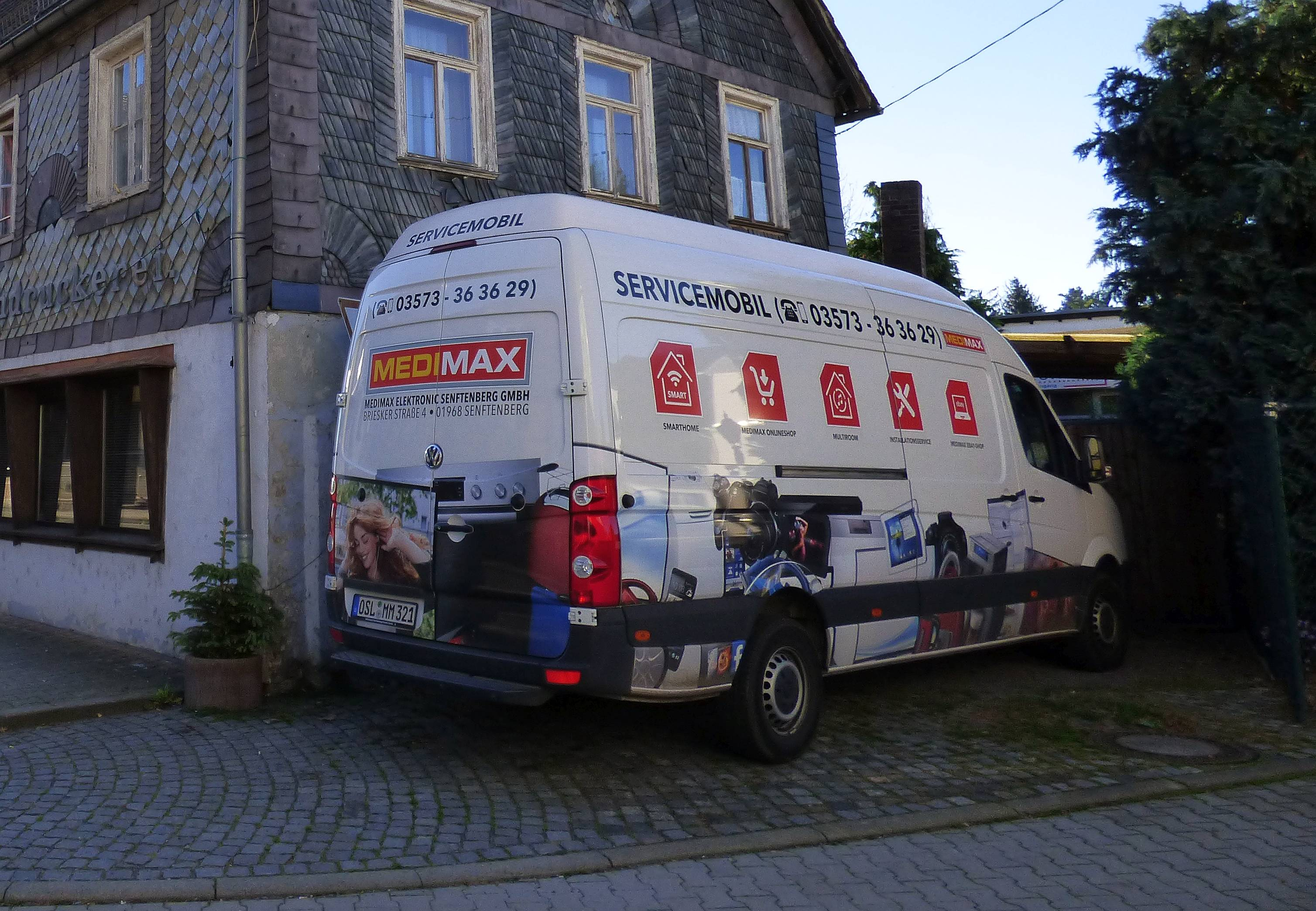
dienstauto van MEDIMAX

ElectronicPartner of kortweg EP is een van de grootste Europese inkoopverenigingen in de consumentenelektronica, informatietechnologie, multimedia en telecommunicatie met het hoofdkantoor in Düsseldorf in de Duitse deelstaat Noordrijn-Westfalen. Tot de groep behoren rond de 5.000 winkels in Duitsland, Nederland, Oostenrijk en Zwitserland. In Nederland zijn er ongeveer 475 te vinden.

## Geschiedenis
ElectricPartner komt voort uit een op 18 januari 1937 door Karl Friedrich Haubrich opgerichte groothandel. In 1968 opende EP de eerste nationale dochteronderneming buiten Duitsland, in Nederland. In de jaren '90 volgden er vergelijkbare ondernemingen in Oostenrijk en Zwitserland. Op 13 oktober 1973 richtten de zonen van de oprichter, Edgar en Hartmut Haubrich, samen met onafhankelijke ondernemers de ElectronicPartner-groep op. In 1988 startte de gespecialiseerde marketinglijn MEDIMAX met de eerste vestiging in het Duitse Rhede. Met de overname van Schossau in 1989 werd het winkelbestand uitgebreid. De EP-vestiging in Augsburg werd twee jaar later uitgebreid met een nieuw verkoop- en logistiek centrum. Met de start van ElectronicPartner International op 23 augustus 1991 werd de groep een Europese handelsgroep. 

## Internationaal bedrijf
In januari 2009 werd de groep omgezet in een Europese vennootschap (SE). In 2012 fuseerde ElectronicPartner International gefuseerd Electronic & Domestic Appliances SC tot de economische belangengroep E-Square. E-Square is een internationale vereniging van 12.000 winkels in de consumentenelektronica verspreid over 16 landen. Daartoe behoren onder andere winkels in Frankrijk, Portugal, Denemarken, Oostenrijk, Italië, Spanje, Kazachstan, Oekraïne, Zwitserland en het Verenigd Koninkrijk. Het doel van E-Square is om de positie van haar leden te versterken door middel van gezamenlijke projecten en het uitwisselen van ervaringen. Daarnaast creëert de vereniging extra voordelen voor internationale leverancierspartners door de ontwikkeling van duurzame samenwerking en langetermijnstrategieën

## Merken
Anno 2020 zijn er ongeveer 5.000 middelgrote bedrijven actief binnen de ElectronicPartner-groep: de EP:Vakgroep (o.a. ongeveer 100 winkels in Nederland), de vakgroeplijn MEDIMAX, het comTeam technologienetwerk en de SP: ServicePartner marketinglijn of als gespecialiseerde winkel met een eigen profiel (o.a. ongeveer 375 winkels in Nederland). Onder het merk EP: opereren onafhankelijke bedrijven met vaak een uitgebreide service zoals bezorging, inmeten, montage, reparatie en servicegarantie. MEDIMAX is alleen te vinden in Duitsland en telt daar 120 eigen maar ook franchisewinkels. Het bedrijf is snel gegroeid, onder andere door het overnemen van andere bedrijven in de branche. Het comTeam bestaat uit een netwerk van circa 800 comTeam-partners met circa 10.000 medewerkers. De medewerkers ondersteunen kleine en middelgrote bedrijven en openbare klanten met IT- en telecommunicatieoplossingen. Het start-up netwerk Growr behoort sinds eind 2017 ook tot het comTeam. Onder de naam ServicePartner bieden ongeveer 617 gespecialiseerde bedrijven hun op diensten gebaseerde bedrijfsconcept aan. 

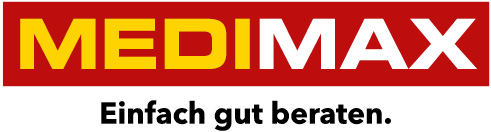
Logo MEDIMAX
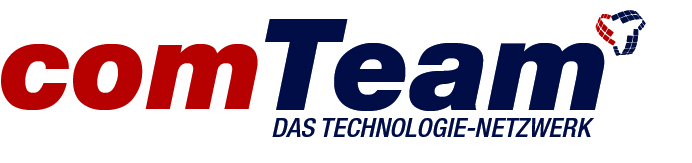
Logo comTeam
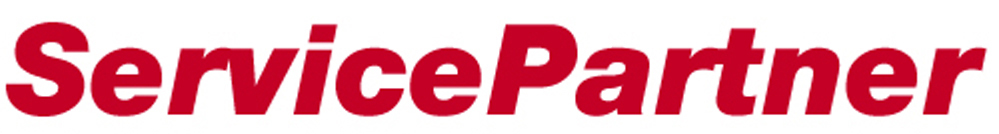
Logo ServicePartner